# Manangotria
Manangotria is een geslacht van hooiwagens uit de familie Pettalidae.
De wetenschappelijke naam Manangotria is voor het eerst geldig gepubliceerd door Shear & Gruber in 1996. 

## Soorten
Manangotria is monotypisch en omvat slechts de volgende soort:
- Manangotria taolanaro